# Вила-Шан-де-Орике
Вила-Шан-де-Орике (порт. Vila Chã de Ourique)  —  населённый пункт и район в Португалии,  входит в округ Сантарен. Является составной частью муниципалитета  Карташу. По старому административному делению входил в провинцию Рибатежу. Входит в экономико-статистический  субрегион Лезирия-ду-Тежу, который входит в Рибатежу. Население составляет 2948 человек на 2001 год. Занимает площадь 33,19 км².
Покровителем района считается Иисус Христос (порт. Senhor Jesus dos Aflitos).